# 洛伊塔施阿赫河

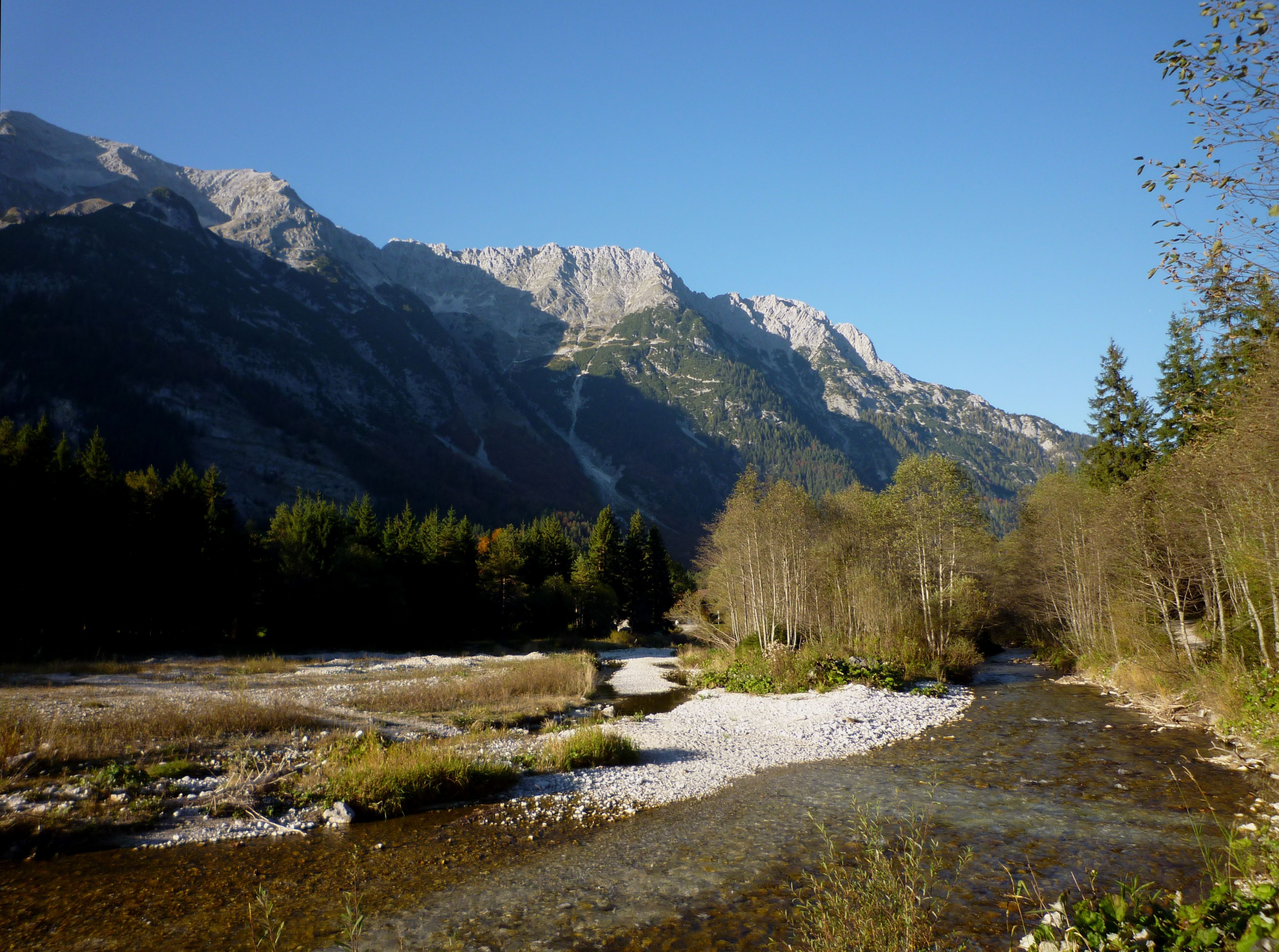
洛伊塔施阿赫河

47°25′52″N 11°15′30″E / 47.431248°N 11.258362°E
洛伊塔施阿赫河（德語：Leutascher Ache），是德國的河流，位於該國東南部，由巴伐利亞負責管轄，屬於伊薩爾河的左支流，河道全長29.9公里，流域面積111平方公里。